# Хофен (Шаффхаузен)
Хофен (нем. Hofen) — деревня в Швейцарии, в кантоне Шаффхаузен. Входит в состав коммуны Тайнген округа Райат. Расположена на правом берегу реки Бибер у швейцарско-германской границы.
Впервые упоминается в 1258 году.
Ранее деревня Хофен имела статус коммуны. 1 января 2009 года вошла в состав коммуны Тайнген.

## Динамика населения
| Год  | Жителей |
| ---- | ------- |
| 1850 | 123     |
| 1880 | 143     |
| 1900 | 126     |
| 1910 | 144     |
| 1930 | 133     |
| 1950 | 140     |
| 1970 | 135     |
| 1990 | 110     |
| 2006 | 203     |